# Javnik
Javnik – wieś w Słowenii, w gminie Podvelka. W 2018 roku liczyła 150 mieszkańców.